# Нимиц (ледник)
Ледникът Нимиц (на английски: Nimitz Glacier) е долинен ледник в Западна Антарктида, Земя Елсуърт с дължина 54 km и ширина 9,3 km. Води началото си западно от масива Винсън (4982 m) и „тече“ на югоизток между хребетите Бастиен на югозапад и Сентинел на североизток. „Влива“ се от ляво в късия, но мощен ледник Минесота, който от своя страна се „влива“ в югозападната част на шелфовия ледник Едит Роне.
Ледникът Нимиц е открит на 14 декември 1959 г. при разузнавателни полет, след което е заснет чрез аерофотоснимки, на базата на които е картиран. Наименуван е в чест на адмирал Честър Нимиц (1885 – 1966), командващ военноморските сили на Америсанската антарктическа програма през 1947 – 48 г.
- Топографска карта на средната част на ледника Нимиц
- Топографска карта на най-долната част на ледника Нимиц